# 嗣君
嗣君（しくん、? - 前283年）は、衛の第42代君主。平侯の子。侯爵から君に爵号が下がった。

## 生涯
平侯の子として生まれる。
平侯8年（前325年）、平侯が薨去したため、子の嗣君（この時は侯爵）が立って衛君となった。
嗣君5年（前320年）、衛はさらに爵号を下げて君国となり、濮陽だけを領有することとなった。
嗣君42年（前283年）、嗣君が薨去し、子の懐君が立って衛君となった。

## 参考資料
- 司馬遷『史記』（六国年表、衛康叔世家第七）